# Oktogon (Budapest)
Oktogon är ett åttkantigt torg i Budapest, och även en tunnelbanestation. Torget ligger i Budapests 6:e distrikt, utmed paradgatan Andrássyboulevarden. Det är en viktig knutpunkt för lokaltrafiken, då inte bara tunnelbanan utan även flera viktiga spårvagnslinjer och ännu fler bussar trafikerar platsen.
Ordet oktogon har gammalgrekisk bakgrund och betyder åttahörning.